# Паново (Крутинский район)
Пано́во — село в Крутинском районе Омской области, административный центр Пановского сельского поселения.
Основано в 1761 году.

## Физико-географическая характеристика
Село расположено на западе Крутинского района, близ границы с Тюменской областью, в северной лесостепи в пределах Ишимской равнины, относящейся к Западно-Сибирской равнине, на левом берегу несудоходной реки Ир (при впадении реки Епишиха). Почвы — лугово-чернозёмные и светло-серые лесные. Высота центра населённого пункта — 72 метра над уровнем моря.
Ближайшие населенные пункты: Бития - 5 км, Стахановка - 8 км, Красный Яр - 9 км, Козулино - 9 км, Зимино - 10 км По автомобильным дорогам село расположено в 60 км от районного центра посёлка Крутинка и 250 км от областного центра города Омск. 
Климат умеренный континентальный (согласно классификации климатов Кёппена-Гейгера — тип Dfb). Среднегодовая температура положительная и составляет +0,6° С, средняя температура самого холодного месяца января − 18,3 °C, самого жаркого месяца июля + 19,0° С. Многолетняя норма осадков — 414 мм, наибольшее количество осадков выпадает в июле — 69 мм, наименьшее в марте — 13 мм
Часовой пояс
Паново, как и вся Омская область, находится в часовой зоне МСК+3. Смещение применяемого времени относительно UTC составляет +6:00.

## История
Основано в 1761 году переехавшими сюда из Абатской слободы братьями Пановыми. Изначально село имело другое название. Так, на карте Ишимского уезда Тобольского наместничества 1784 года Паново обозначено — деревня Бузанская. Деревня входила в Россказовскую ( она же Степаниха ) волость.  В «Списке населенных мест Российской империи» 1871 года издания (по сведениям 1868—1869 годов) село упомянуто как казённая деревня Пановская (Бузань) Омского округа Тобольской губернии. В деревне насчитывалось 90 дворов и проживало 245 мужчин и 256 женщин. Позднее основным населением были переселенцы из Брянской, Калужской, Орловской губернии. Крестьяне занимались разведением крупного рогатого скота и овец романовской породы, выращиванием зерновых и технических культур. В 1885 году построена церковь однопрестольная, в честь Рождества Христова и освящена 17 сентября 1889 года. В 1914 году в селе проживало 934 человека.
В 1926 году в Паново насчитывалось 1234 человека. В 1932 году организован колхоз «Власть труда», затем переименован в «Знамя коммунизма». Позднее реорганизован в совхоз «Пановский», потом в ЗАО «Пановское», специализирующееся на производстве молока, мяса, зерна. 

## Население
Динамика численности населения
| год                   | 1871 | 1903 | 1913 | 1926 | 2008 | 2010 |
| --------------------- | ---- | ---- | ---- | ---- | ---- | ---- |
| численность населения | 501  | 784  | 934  | 1234 | 1081 | 865  |

Национальный состав (2008 год): русские — 97 %, казахи — 2 %, другие — 1 %.